# Bolitoglossa conanti
Espèce
Statut de conservation UICN

 VU  : Vulnérable
Bolitoglossa conanti est une espèce d'urodèles de la famille des Plethodontidae.

## Répartition
Cette espèce se rencontre dans l'Ouest du Honduras dans les départements de Ocotepeque, Copán, Cortez, dans le Nord-Ouest du Salvador et dans le département de Zacapa au Guatemala. Elle est présente entre 1 370 et 2 000 m d'altitude,.

## Description

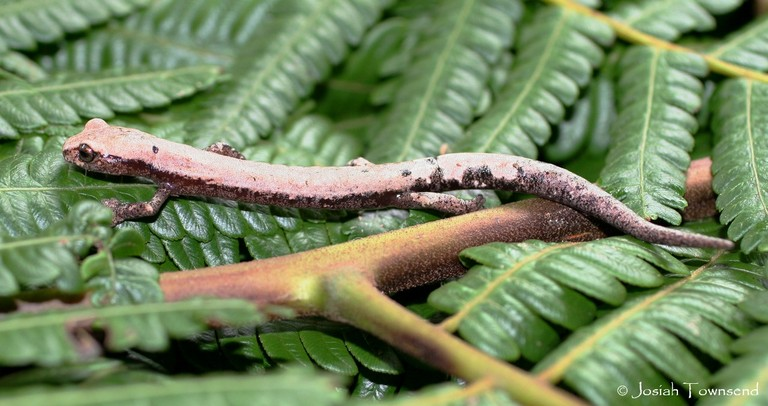
Bolitoglossa conanti

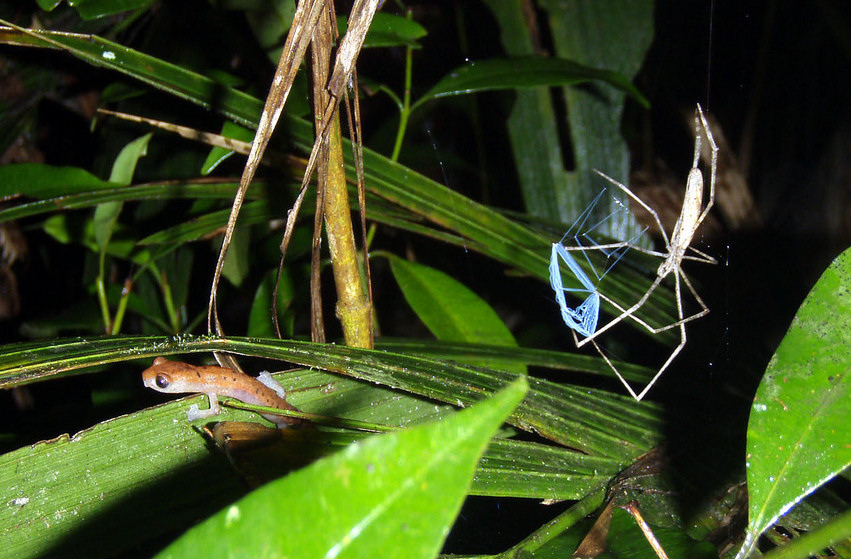
Bolitoglossa conanti

Bolitoglossa conanti mesure de 46,7 à 48 mm sans la queue.

## Étymologie
Cette espèce est nommée en l'honneur de Roger Conant.

## Publication originale
- McCranie & Wilson, 1993 : A review of the Bolitoglossa dunni group (Amphibia: Caudata) from Honduras with the description of three new species. Herpetologica, vol. 49, no 1, p. 1-15.